# دردار كامل كبير
دردار كامل كبير (الاسم العلمي:Holoptelea grandis) هو نوع من النباتات يتبع جنس الدردار الكامل من فصيلة الدردارية.